# Fortín Conde de Mirasol
El  Fortín Conde de Mirasol, también conocido como el Fuerte de Vieques, es una fortaleza construida en 1845 situada en el pueblo de Isabel Segunda en Vieques, una isla municipio de Puerto Rico. En 1991, la fortaleza fue restaurada por el Instituto de Cultura Puertorriqueña. La estructura alberga el Museo de Vieques de Arte e Historia y el Archivo Histórico de Vieques, una extensa colección de documentos relacionados con la historia de Vieques. Fue incluido en el Registro Nacional de Lugares Históricos en 1977.